# Vieux-Ruffec
Vieux-Ruffec là một thị trấn thuộc tỉnh Charente trong vùng Nouvelle-Aquitaine tây nam nước Pháp. Thị trấn nay có độ cao trung bình 125 mét trên mực nước biển.